# Frédéric III de Hesse-Hombourg
Pour les articles homonymes, voir Frédéric III.
Frédéric III Jacques (19 mai 1673, Cölln – 8 juin 1746, Bois-le-Duc) est landgrave de Hesse-Hombourg de 1708 à sa mort.
Il est le fils aîné du landgrave Frédéric II de Hesse-Hombourg et de son épouse Louise-Élisabeth de Courlande. Il survit à tous ses enfants : c'est son neveu, également appelé Frédéric, qui lui succède.

## Descendance
Frédéric III épouse en 1700 Élisabeth-Dorothée de Hesse-Darmstadt (24 avril 1676 – 9 septembre 1721), fille du landgrave Louis VI de Hesse-Darmstadt. Ils ont sept enfants :
- Frédérique-Dorothée (1701-1704) ;
- Frédéric-Guillaume (1702-1703) ;
- Louise-Wilhelmine (1703-1704) ;
- Louis-Gruno (de) (1705-1745) ;
- Jean-Charles (de) (1706-1728) ;
- Ernestine-Louise (1707-1707) ;
- Frédéric (1721-1721).

Veuf, Frédéric III se remarie en 1728 avec Christiane-Charlotte (2 septembre 1685 – 6 novembre 1761), fille du comte Frédéric-Louis de Nassau-Ottweiler. Ils n'ont pas d'enfants.